# Maharadža
Maharadža Mahārāja je v sanskrtu naziv za 'velikega vladarja', 'velikega kralja' ali 'visokega kneza'. Nekateri so vladali mogočnim državam neformalno imenovanim imperij kot npr. vladar maharadža Randžit Singh, ustanovitelj imperija Sikhov in maharadža Sri Gupta, ustanovitelj starodavnega indijskega Guptskega imperija. Vendar je naziv sčasoma izgubil na veličini, ker so nosilci imeli majhno realno moč, saj so se v Indiji plemiči s tem nazivom poskušali 'dvigniti' v rangu. Zgodilo se je enako kot v srednjeveški Evropi, ko sta plemiška naziva vojvoda in še bolj grof sčasoma zvodenela v smislu realne moči in vladavine.
Ženski ekvivalent Maharani (ali Moharani, Mahārādžñī, Maharadžin) označuje bodisi ženo maharadže, bodisi tudi državo, kjer je bilo običajno, da je lahko ženska vladala brez soproga. Vdova maharadže je znana kot Radžmata kraljica mati. Maharadžkumar na splošno označuje sina maharadže, vendar so bile konkretne oznake, ki so jih uporabljali na posameznih dvorih različne kot npr. tudi Juvaradža za naslednika. 

## Etimološki izvor
Beseda maharadža izvira iz sanskrta in je sestavljenka karmadhāraja iz besede mahānt- 'velik' in radža 'vladar, kralj'. To ima latinsko sopomenko magnum 'veliki' in rex 'kralj'. Zaradi glavnega vpliva sanskrta na besednjak večine jezikov v Veliki Indiji in v Jugovzhodni Aziji, je izraz maharadža običajen v mnogih modernih jezikih Indije in v jezikih Jugovzhodne Azije kot so jeziki kanada, tamilščina, hindijščina, maratščina, radžastanščina, malvi jezik, telugu jezik, odija jezik, pandžabščina, bengalščina, silheti jezik, gudžaratščina, malajščina in tajščina. Naziv maharadža se je izvorno uporabljal le za vladarje, ki so vladali velikim območjem in so imeli nižje podložne vladarje. Od srednjega veka pa so naziv uporabljali hindujski monarhi manjših držav s sklicevanjem na potomstvo ali izvor v starodavnih maharadžah.

## Indijska podcelina

### Maharadža kot vladarski naslov
Še na predvečer razglasitve neodvisnosti Indije leta 1947 je Britansko Indijo sestavljalo več kot 600 kneževin, ki so imele vsaka svojega vladarja, navadno imenovanega radža ali rana ali takur (če so vladarji bili Hindujci) ali Navab (če so bili vladarji muslimani).
Britanci so neposredno vladali dvema tretjinam Indijske podceline; preostanek pa je bil pod  njihovo posredno vladavino, preko omenjenih knezov, ki so bili pod prevladujočim vplivom britanskih predstavnikov, kot so bili  rezidenti na njihovih dvorih.
Beseda maharadža se lahko razume, da enostavno pomeni 'vladar' ali 'kralj', ne glede na to, da v dobesednem prevodu pomeni 'veliki kralj'. To pa zaradi tega, ker je bilo le nekaj držav, kjer so bili dejansko močni in bogati vladarji, ki bi jih lahko imenovali 'veliki' monarhi; velika večina so bili le manjše kneževina, včasih malo večja od mesta ali skupine vasi. Vsekakor pa beseda lahko pomeni tudi cesarja v moderni rabi v Indiji.
Naziv maharadža ni bil veliko v uporabi pred britansko kolonizacijo, z njenim pričetkom pa so se mnogi hindujski radže in vladarji povzdignili v maharadže, ne glede na to, da so vladali le manjši posesti. Mnogokrat so jih povzdignili Britanci zaradi nudenja pomoči v Afganistanu ali pa med prvo svetovno vojno. Dva radža, ki sta tako postala maharadža v 20. stoletju sta bila maharadža  Kočina in Maharadža Džagatdžit Singh iz Kapurtala.

#### Variante
Skoraj vse variante tega vladarskega naziva izhajajo iz kombinacije  Maha- "velik" z alternativnimi oblikami naziva radža 'kralj', pri čemer vse pomenijo  'velik kralj': maharana (v  Udaipurju), maharaval (v Dungarpurju / Džaisalmerju), maharavat (Pratapgarh, Utar Pradeš), maharao (v Kotahu, Bundiju) in maharaol (kneževina Baria).

### Sestavljeni in nazivi dinastičnih vladarjev
- Dharma-maharadža je bil religiozni naziv (v primerjavi z radžadharma) vladarjev rodbina Ganga.

V Mogulskem cesarstvu je bilo precej običajno, da se različnim knezom (dednim ali ne) podeli niz visokih naslovov kot stvar protokolarnega ranga.
Mnogi od teh so bili vezani na naziv maharadže:
- Maharadžadhiradža bahadur: veliki knez nad knezi, častni naziv, eno stopnjo višji od maharadžadhiradže.
- Maharadžadhiradža: veliki knez nad knezi, častni naziv, eno stopnjo višji kot savai maharadža bahadur.
- Savai maharadža bahadur: častni naziv, eno stopnjo višji kot savai maharadža. (izraz bahadur, izvorno pomeni  'pogumen' v mongolščini, je bil pogosto rabljen kot  'eno-stopnjo višje' in 'savai' je 'eno in četrt višje', i.e. stopnjo nad bahadur)
- Savai maharadža: častni naziv eno stopnjo višji kot maharadža bahadur; podeljen radžam iz Adžajgarh.
- Maharaja bahadur: častni naziv eno stopnjo višje kot maharadža.

Nekatere hindujske rodbine so uporabljale unikatne nazive, ki kot taki niso predstavljali kneževski rang npr. maharadža gaikvar iz kneževine Barode, maharadža scindia iz kneževina Gvalior, maharadža holkar iz Indore, ki so bili iz treh zelo visoko rangiranih maratskih vladarskih hiš.

### Plemstvo in častni naziv
Kot  radža in različni drugi nazivi so tudi naziv maharadža večkrat podeljevali pomembnežem, ki niso imeli nobene kneževske države za sabo kot npr. zamindarjem.

### Izveden kneževski naziv za kneze po krvnem sorodstvu
Mahardžkumar pomeni maharadževega sina ali prestolonaslednika; ženski ekvivalent je maharadžkumari) hči od maharadže.
- Maharadža Džasvant Singh II. Marvar, ok. 1880. Posvečen Narsinghu.  Brooklinski muzej
- Čhatrapati Šivadži Radže Bhosale. Maratski kralj je imel raje naziv Čhatrapati kot Maharadža in je bil ustanovitelj in suveren Maratskega imperija v Indiji
- Sri Panč Bada Mahārādžādhirāja Prithvi Narajan Šah Dev iz Nepala.
- Njegova visokost Maharadžadhiraj Mirza Maharao Šri Sir Khengarji III. Savai Bahadur, Rao of Kutč, GCIE, KIH